# Rénelle Lamote
Rénelle Lamote, née le 26 décembre 1993 à Coulommiers, est une athlète française, spécialiste du 800 mètres. Elle remporte trois médailles d'argent consécutives lors des championnats d'Europe, en 2016, 2018 et 2022.

## Biographie
Elle se révèle en 2014 en remportant le titre du 800 m des championnats de France en salle, à Bordeaux. Elle participe aux Relais mondiaux 2014, à Nassau aux Bahamas, et permet à l'équipe de France d'établir un nouveau record de France du relais 4 × 800 mètres en 8 min 17 s 54. Fin juin 2014, elle se classe deuxième des championnats d'Europe par équipes de Brunswick en Allemagne, derrière la Russe Yekaterina Poistogova.
Le 25 mai 2015 à Rehlingen, la Française descend pour la 1re fois sous la barrière des 2 minutes, réalisant une course solo qui la mène à 1 min 59 s 39. Ce temps lui permet de se qualifier pour les Championnats du monde de Pékin.
Le mois suivant, elle s'impose aux Championnats d'Europe par équipes (2 min 00 s 18) puis est sacrée championne d'Europe espoirs (2 min 00 s 19). En août, Rénelle Lamote participe aux Championnats du monde 2015 où elle se qualifie pour les demi-finales au temps (2 min 00 s 20). Le lendemain, sa 2e place de sa demi-finale (1 min 58 s 86) lui permet de se qualifier pour la finale où elle termine dernière (8e) en 1 min 59 s 70.

### Vice-championne d'Europe à Amsterdam (2016)
Le 22 mai 2016 lors du Meeting international Mohammed-VI de Rabat, Rénelle Lamote se classe 3e de la course en 1 min 58 s 84, nouveau record personnel. Elle est devancée par la Sud-Africaine Caster Semenya (1 min 56 s 64) et la Burundaise Francine Niyonsaba (1 min 57 s 74). Le 5 juin suivant, lors du Birmingham Grand Prix, la Française améliore de nouveau sa marque de référence en 1 min 58 s 01, de nouveau derrière Niyonsaba. Elle remporte le 25 juin les Championnats de France en 2 min 02 s 09. Aux Jeux olympiques de Rio, elle connaît une énorme déception en étant éliminée dès les séries, en 2 min 02 s 19.

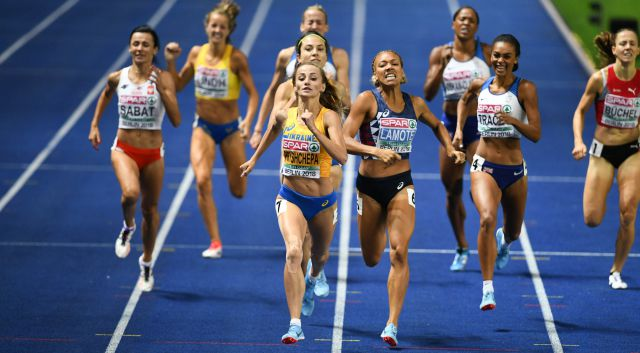
Renelle Lamote (droite, premier plan) lors de la finale des Championnats d'Europe 2018

Victime de diverses blessures (tendon d'Achille, aponévrosite plantaire, déchirure au mollet), Rénelle Lamote est contrainte de faire l'impasse sur la saison 2017.

### Saison 2018
Elle revient sur le 800 mètres le 20 mai 2018, à Rehlingen-Siersburg, terre de son premier chrono sous les 2 minutes. Cette fois, la Française doit se contenter d'une seconde place en 2 min 01 s 24, ne réussissant pas les minimas demandés pour les championnats d'Europe de Berlin (2 min 00 s 60). Le 26, elle remporte le meeting d'Oordegem en 2 min 01 s 54. Le 8 juin, elle termine 3e du meeting de Huelva en 2 min 00 s 96, son meilleur temps de la saison, qu'elle améliore à 2 min 00 s 76 le 19, à l'occasion du Meeting de Montreuil où elle termine 5e d'une course remportée par Francine Niyonsaba. Le 30 juin, à l'occasion du Meeting de Paris, Rénelle Lamote profite du tempo de la Sud-Africaine Caster Semenya, vainqueure en 1 min 54 s 25, pour réaliser les minimas pour les championnats d'Europe de Berlin. 9e de l'un des plus beaux 800 m de l'histoire, elle redescend pour la première fois depuis sous les 2 minutes, en 1 min 59 s 25. Le 7 juillet, elle retrouve le titre de championne de France à Albi, en 2 min 00 s 37. Le 20 juillet, elle termine 9e du Meeting Herculis de Monaco en 1 min 58 s 83.
Le 10 août, dans le stade olympique de Berlin pour la finale du 800 mètres des championnats d'Europe, Rénelle Lamote décroche la médaille d'argent en 2 min 00 s 62, devancée par sa rivale vainqueure en 2016, l'Ukrainienne Nataliya Pryshchepa (2 min 00 s 38),.
Le 19 août, Rénelle Lamote court pour la première fois depuis 2008 un 1 000 mètres, à l'occasion du Birmingham Grand Prix, et termine 2e de la course avec un nouveau record personnel à la clé, 2 min 34 s 48, derrière la Britannique Laura Muir (2 min 33 s 93).

### Troisième médaille d'argent aux championnats d'Europe (2022)
Lors des Championnats d'Europe en salle 2019, à Glasgow, elle remporte la médaille d'argent sur le 800 m en 2 min 3 s 00 derrière la Britannique Shelayna Oskan-Clarke. Il s'agit de sa première médaille internationale en salle.
Le 1er juin 2021, lors du Meeting de Montreuil, Rénelle Lamote retrouve son meilleur niveau en signant le second meilleur chrono de sa carrière, son meilleur temps depuis 2016, en réalisant les minimas pour les Jeux olympiques de Tokyo et en remportant la course en 1 min 58 s 65.
Le 20 août 2022, lors des championnats d'Europe de Munich, elle remporte sa troisième médaille d'argent consécutive en 1 min 59 s 49, devancée par la favorite britannique Keely Hodgkinson, vainqueure en 1 min 59 s 04. Le 26 août 2022, elle remporte le 800 m du meeting Athletissima à Lausanne, et réalise un nouveau record personnel en 1 min 57 s 84.

## Décoration
- Médaille de la jeunesse, des sports et de l'engagement associatif, argent (2025)[20].

## Palmarès

### International
| Date | Compétition                            | Lieu             | Résultat | Épreuve   | Temps          |
| ---- | -------------------------------------- | ---------------- | -------- | --------- | -------------- |
| 2014 | Relais mondiaux                        | Nassau           | 5e       | 4 × 800 m | 8 min 17 s 54  |
| 2014 | Championnats d'Europe par équipes      | Brunswick        | 2e       | 800 m     | 2 min 03 s 36  |
| 2015 | Relais mondiaux                        | Nassau           | 6e       | r. medley | 11 min 06 s 33 |
| 2015 | Championnats d'Europe par équipes      | Tcheboksary      | 1re      | 800 m     | 2 min 00 s 18  |
| 2015 | Championnats d'Europe espoirs          | Tallinn          | 1re      | 800 m     | 2 min 00 s 19  |
| 2015 | Championnats du monde                  | Pékin            | 8e       | 800 m     | 1 min 59 s 70  |
| 2015 | Ligue de diamant                       | Ligue de diamant | 3e       | 800 m     | détails        |
| 2016 | Championnats d'Europe                  | Amsterdam        | 2e       | 800 m     | 2 min 00 s 19  |
| 2018 | Championnats d'Europe                  | Berlin           | 2e       | 800 m     | 2 min 00 s 62  |
| 2018 | Championnats d'Europe de cross-country | Tilbourg         | 2e       | mixte     | 16 min 12 s    |
| 2019 | Championnats d'Europe en salle         | Glasgow          | 2e       | 800 m     | 2 min 03 s 00  |
| 2019 | Championnats d'Europe par équipes      | Bydgoszcz        | 1re      | 800 m     | 2 min 01 s 21  |
| 2022 | Championnats d'Europe                  | Munich           | 2e       | 800 m     | 1 min 59 s 49  |
| 2024 | Jeux olympiques                        | Paris            | 5e       | 800 m     | 1 min 58 s 19  |

### National
- Championnats de France d'athlétisme
  - Vainqueur du 800 m en 2014, 2016, 2018, 2019 et 2021
- Championnats de France d'athlétisme en salle
  - Vainqueur du 800 m en 2014 et 2015

## Records
| Épreuve               | Épreuve   | Temps               | Lieu       | Date            |
| --------------------- | --------- | ------------------- | ---------- | --------------- |
| 400 mètres            | Plein air | 53 s 92             | Longjumeau | 8 mai 2016      |
| 400 mètres            | En salle  | 55 s 09             | Miramas    | 16 février 2019 |
| 800 mètres            | Plein air | 1 min 57 s 06       | Londres    | 20 juillet 2024 |
| 800 mètres            | En salle  | 2 min 01 s 97       | Glasgow    | 24 janvier 2015 |
| 1 000 mètres          | Plein air | 2 min 34 s 48       | Birmingham | 18 août 2018    |
| Relais 4 × 800 mètres | Plein air | 8 min 17 s 54 (NR)  | Nassau     | 25 mai 2014     |
| Medley relay          | Plein air | 11 min 06 s 33 (NR) | Nassau     | 2 mai 2015      |